# Цёпфель, Василий Фёдорович
Василий Фёдорович (Готлиб-Вильгельм) Цёпфель (1788—1868) — российский медик, доктор медицины; статский советник.

## Биография
Готлиб-Вильгельм Цёпфель родился 4 апреля 1788 года в городе Митаве в семье врача. Пойдя по стопам отца успешно окончил курс в Императорском Дерптском университете со степенью доктора медицины в 1811 году, по защите диссертации на тему: «De methodi gastriсае usu et abusu».
12 мая 1812 года  Василий Фёдорович Цёпфель был назначен старшим лекарем в Вяземский военно-временной госпиталь, но уже 13 сентября того же года, в ходе Отечественной войны 1812 года, с транспортом больных и раненых он был отправлен в военно-временной в Касимов.
В 1813 году доктор Цёпфель был переведён в город Рязань, а в 1814 году был назначен ординатором Псковского военного госпиталя, но в том же году переведен в Рижский военный госпиталь, а в 1819 году — в Аренсбургский гарнизонный батальон. В 1829 году Цепфель вышел в отставку, но уже через год снова был определён на прежнюю должность.
В 1834 году он назначен ординатором в Рижский военный госпиталь, но уже в следующем году снова был командирован в Аренсбург (ныне Курессааре, Эстония), где и оставался до выхода в отставку в 1843 году.
Василий Фёдорович Цёпфель умер в чине статского советника 4 февраля 1868 года в Аренсбурге.